# Asteroxylon
Az Asteroxylales a korpafüvek törzsének (Lycopodiophyta), a valódi korpafüvek osztályának (Lycopodiopsida) egyik kihalt (fosszilis) rendje, melynek legjelentősebb nemzetsége az Asteroxylon.

## Rendszerezésük
Helyzetük még ma is meglehetősen bizonytalan a növényvilág törzsfáján és rendszerében. A korábbi növényrendszerek az ősharasztok osztályába (Psilophytopsida) helyezi a harasztok törzsén (Pteridophyta) belül mint családot Asteroxylaceae néven – bár ekkor még a korpafüvek és a legősibb edényes növények (ősedényesek – Protracheophyta) is a harasztok között szerepeltek.
A legújabb kladisztikus szisztematika már nem tekintik őket olyan közelállóknak az ősedényesekhez (pl. a Rhynia-félékhez), mint a korábbi rendszerek. Ma már tudjuk, hogy a Protolepidodendrales renddel együtt a korpafüvek osztályának legprimitívebb képviselői, melyek elsőként ágaznak le a csoport törzsfájáról, azaz alapi helyzetűek. Egyes feltételezések szerint azonban nem helyezhetők a valódi korpafüvek osztályába, hanem önálló csoportot képviselnek a törzsön belül, ezért Asteroxylopsida néven osztálynak tekintik.
Az Urania Növényvilág Magasabbrendű növények I. című kötetében (Gondolat, Budapest, 1980) az alábbi megjegyzést olvashatjuk az csoport jellemzésének végén:
„Egyesek a korpafűfélék [...] előfutárainak tekintik e növényeket. Ha ez pl. a habitust illetően nem is tűnik tévesnek, mégsem lehet semmi biztosat mondani addig, a szaporítószerveket meg nem ismertük pontosabban.”
Az idézet jól bizonyítja, hogy már korábban is feltételezték a korpafüvek és az Asteroxylon-félék rokonságát. Azonban semmiféleképpen sem a korpafüvek közvetlen elődei e növények, legfeljebb csak a korpafüvek törzsfejlődésének egyik nagyon ősi, primitív sajátosságokat megőrző, hamar önálló evolúciós útra tért csoportja.

## Testfelépítésük és életmódjuk
Az Asteroxylon-félék hajtásrendszere monopodiálisan elágazó volt. Egy-egy szár magassága kb. 30–50 centiméter lehetett. A szárat sűrűn borították az apró mikrofillumok, akárcsak a ma élő korpafüvekét. A hajtásokon már fejlett gázcserenyílásokat is találunk. A szár belsejében központi helyen volt a vízszállító farész (protosztéle), de sokkal jobban felismerhető, és csillag alakú (innen az osztály elnevezése: Asteroxylon = „csillagfa”), vagyis már elkezdődött a farész feldarabolódása, s ezzel egy bonyolultabb sztéletípus kialakulása. A fatestből levélnyomnyalábok ágaznak ki, melyek azonban csak a mikrofillumok tövéig érnek; a levélkének már nincs saját szállítónyalábja.
A szár egy kúszó, földalatti, villásan elágazó gyöktörzsből, rizómából eredt, melyeken gyökérszerű (rizoid), már-már gyökérnek nevezhető képleteket találunk.
A csoport szaporítószerveiről igen keveset tudunk, mert közvetlenül még nem találtak együtt vegetatív testet és szaporító képleteket tartalmazó fosszíliákat. Egyes kutatók szerint (pl. Kidston, Lange) a szaporító táj csupasz, rajta mikrofillumokat nem találunk (így a Rhynia-félékre emlékezetet). A sporangiumok valószínűleg a csupasz hajtás végén ültek. Újabb hipotézisek szerint a sporangiumoknak már igencsak a mikrofillumok hónaljtájékán kellett ülnie, hisz ez a tendencia már a kezdetlegesebb korpafűfélék (pl. Zosterophyllopsida) között is kialakulóban volt.